# Jałowszczyzna
Jałowszczyzna (biał. Ялоўшчына; ros. Яловщина) – wieś na Białorusi, w obwodzie grodzieńskim, w rejonie grodzieńskim, w sielsowiecie Putryszki. Sąsiaduje z Grodnem.
W dwudziestoleciu międzywojennym wieś leżała w Polsce, w województwie białostockim, w powiecie grodzieńskim, w gminie Hoża.
Według Powszechnego Spisu Ludności z 1921 roku wieś zamieszkiwało 195 osób, 192 były wyznania rzymskokatolickiego, 3 prawosławnego, wszyscy mieszkańcy zadeklarowali polską przynależność narodową. Były tu 32 budynki mieszkalne.
Wieś należała do parafii św. Franciszka z Asyżu w Grodnie.
Wieś podlegała pod Sąd Grodzki i Okręgowy w Grodnie; najbliższy urząd pocztowy mieścił się w także w Grodnie.